# Bistum Ilagan
Das Bistum Ilagan (lat.: Dioecesis Ilaganensis) ist eine in Mitte der Insel Luzon auf den Philippinen gelegene römisch-katholische Diözese mit Sitz in Ilagan. Es umfasst die Provinz Isabela.

## Geschichte
Papst Paul VI. gründete es mit der Apostolischen Konstitution Quia urget Christi  am 31. Januar 1970 aus Gebietsabtretungen des Bistums Tuguegarao und der Territorialprälatur Infanta und es wurde dem Erzbistum Nueva Segovia auch als Suffragandiözese unterstellt.
Am 21. September 1974 wurde es Teil der Kirchenprovinz des Erzbistums Tuguegarao.

## Bischöfe von Ilagan
- Francisco Raval Cruces (4. März 1970 – 22. August 1973, dann Erzbischof von Zamboanga)
- Miguel Gatan Purugganan (21. Januar 1974 – 26. Juli 1999)
- Sergio Lasam Utleg (26. Juli 1999 – 13. November 2006, dann Bischof von Laoag)
- Joseph Amangi Nacua OFMCap (10. Juni 2008 – 25. Februar 2017)
- David William Valencia Antonio (seit 14. November 2018)